# Römisch-katholische Kirche in China

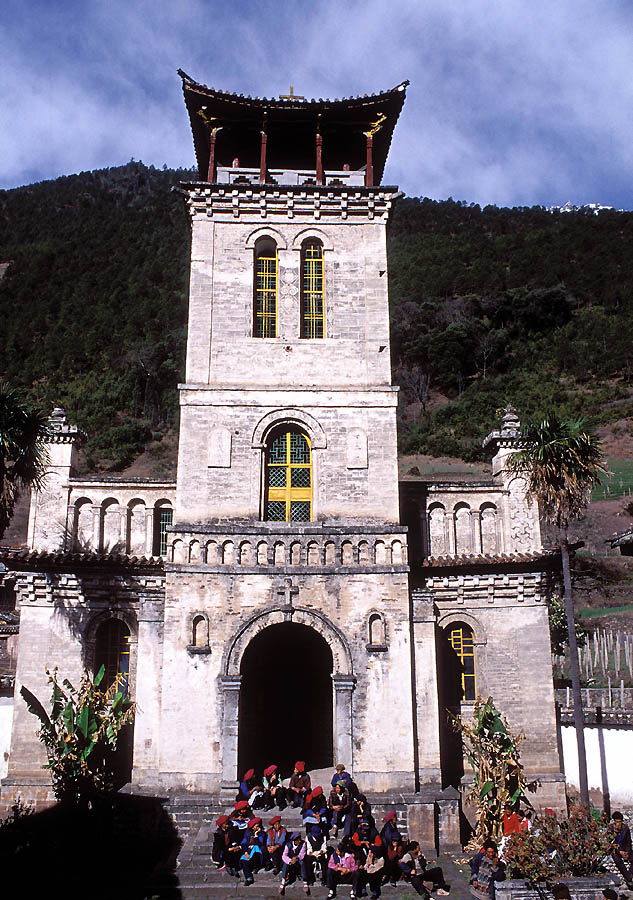
Römisch-Katholische Kirche in Yunnan (spätes 19. Jahrhundert)

Die römisch-katholische Kirche in China hat eine lange Geschichte. Christlicher Glaube existierte in China in verschiedenen Formen bereits seit der Tang-Dynastie, also mindestens seit dem 8. Jahrhundert. In der heutigen Volksrepublik ist die römisch-katholische Kirche seit Maos Zeiten verboten, lediglich eine sogenannte „Chinesische Katholisch-Patriotische Vereinigung“, die keine Kontakte zum Vatikan unterhalten darf und die Autorität des Papstes nicht anerkennt, ist erlaubt. Die römisch-katholische Kirche existiert als Untergrundkirche. Ihre Mitglieder sind staatlichen Verfolgungsmaßnahmen ausgesetzt. Bischöfe und Priester werden regelmäßig inhaftiert und in staatliche Umerziehungslager transferiert, wo seit 1949, vor allem aber seit 1957 viele von ihnen starben bzw. zu Märtyrern wurden.

## Yuan-Dynastie (1271–1368)
Die ersten Informationen über katholische Missionare aus Europa in China stammen aus dem 13. Jahrhundert. Der italienische Franziskanerpriester Johannes von Montecorvino kam 1294 in Peking (Khanbalik) an. 1299 baute er dort eine Kirche und 1305 eine zweite gegenüber dem kaiserlichen Palast. Nach einem Studium der Lokalsprache machte er sich daran, das Neue Testament und die Psalmen zu übersetzen. Zwischen 6.000 und 30.000 Menschen traten um das Jahr 1300 zum christlichen Glauben über. In der Folge sandte Papst Clemens V. 1307 sieben franziskanische Bischöfe, um Johannes von Montecorvino zum Erzbischof von Peking zu weihen. Die drei von ihnen, welche die Reise überlebten, weihten ihn daraufhin 1308 und wurden selbst nacheinander Bischöfe von Zaiton.
1312 kamen drei weitere Bischöfe, um Johannes bei seiner Arbeit zu unterstützen. Er starb 1328. Diese Missionsbewegung hatte einigen Erfolg während der mongolischen Yuan-Dynastie, besaß aber im Endeffekt nur geringen Einfluss.

## Ming- (1368–1644) und Qing-Dynastie (1644–1911)

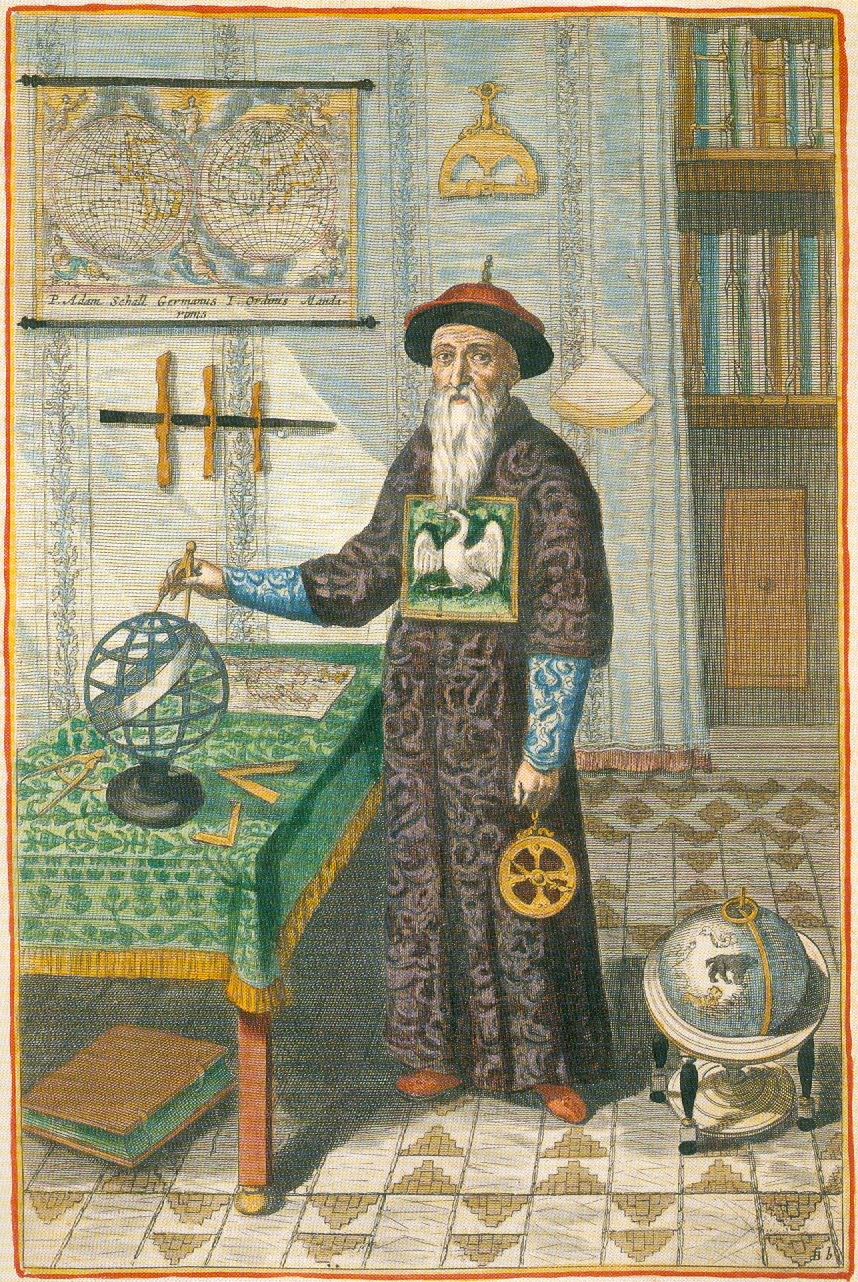
Adam Schall von Bell in einem Mandaringewand

Während der Gegenreformation kam es zu einer Ausweitung der missionarischen Anstrengungen vor allem in Asien. Jesuiten und andere römisch-katholische Missionare versuchten in China Fuß zu fassen. Anfangs hatten sie gemischten Erfolg, später erlangten sie aber einen größeren Einfluss, besonders im interkulturellen wissenschaftlichen und künstlerischen Austausch, innerhalb der gehobenen Schichten Chinas und am chinesischen Hof.
Die Jesuitenmission wurde 1601 durch Matteo Ricci begründet. Er nutzte das Interesse der chinesischen Behörden an westlicher Technologie und Lehre als Zugang. Auch versuchte er, das Christentum mit konfuzianischer, taoistischer und buddhistischer Lehre in Einklang zu bringen.
Ricci starb 1610, die jesuitische Mission dauerte jedoch an und wurde bis 1722 ein wichtiger Teil des chinesischen Staates. 1644 wurde der deutsche Jesuit Adam Schall von Bell durch die neue Qing-Dynastie zum Leiter der astronomischen Behörde ernannt. Jesuiten besetzten des Weiteren Führungsposten in den Bereichen Mechanik, Musik, Bildende Kunst und weiteren, in denen besondere Fähigkeiten erforderlich waren.
Der praktische Umgang der Jesuiten mit dem Konfuzianismus führte später zu Konflikten mit den Dominikanern, die Mitte des Jahrhunderts von den Philippinen nach Peking kamen. Ihr Führer Dominigo Fernandez Navarrete antwortete auf die Frage nach der Errettung des Konfuzius, dass er, wenn selbst Sokrates, Platon und Aristoteles nicht errettet würden, „sicher auch nicht Konfuzius [errettet würde], der es nicht wert war, ihnen die Füße zu küssen.“ Als Antwort darauf entgegnete Antonio de Gouveia, ein portugiesischer Jesuit, dass Konfuzius sicher errettet würde, „was man von König Philipp IV. von Spanien nicht behaupten kann.“

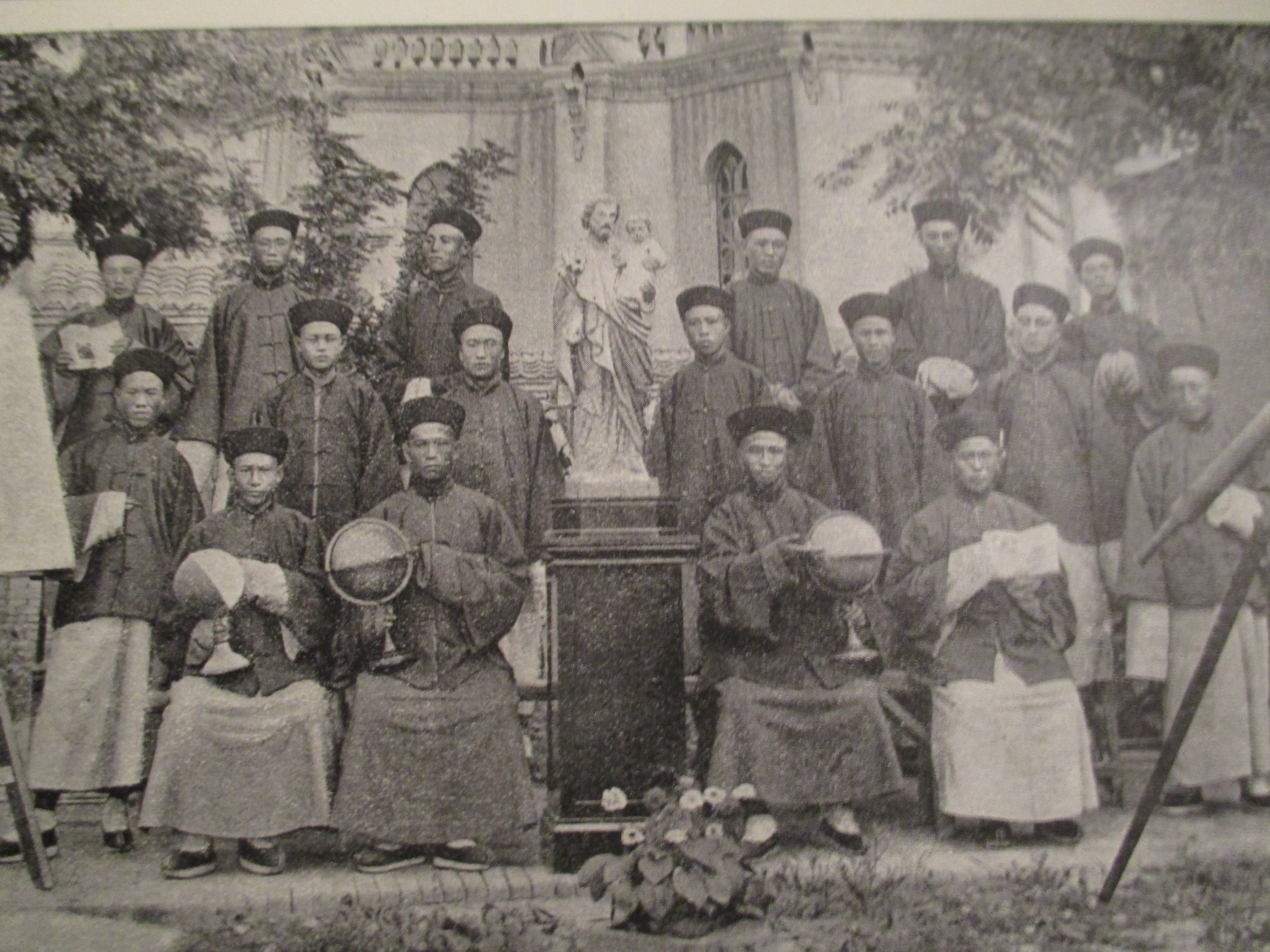
Theologisches jesuitisches Seminar (im Jahr 1900).

Als zu Beginn des 18. Jahrhunderts die Zukunft des Christentums in China zunächst gesichert schien, verschärfte sich der Ritenstreit in Europa. Die Jesuiten wurden beschuldigt, den neubekehrten Chinesen gewisse Riten wie beispielsweise die Ahnenverehrung zu gestatten, die in Europa als heidnisch galten. Der päpstliche Legat Charles Thomas Maillard de Tournon wurde 1705 nach Peking gesandt, um sich über die Orthodoxie dieser Riten ein Bild zu machen, welche von den Jesuiten als gesellschaftliche Bräuche bezeichnet wurden. Da er die offizielle Etikette (z. B. Kotau) missachtete, brüskierte er den chinesischen Kaiser Kangxi, der ihn zunächst wohlwollend empfangen hatte. 1707 gab Tournon ein Dekret heraus, in dem die Missionare unter Androhung schwerer kirchenrechtlicher Strafen zur Aufhebung dieser Riten verpflichtet wurden. Nachdem Papst Clemens XI. 1715 Tournons Dekret bestätigt hatte, wurden 1722 die christlichen Missionare von Kangxis Sohn und Nachfolger Yongzheng aus China ausgewiesen.

## Volksrepublik China

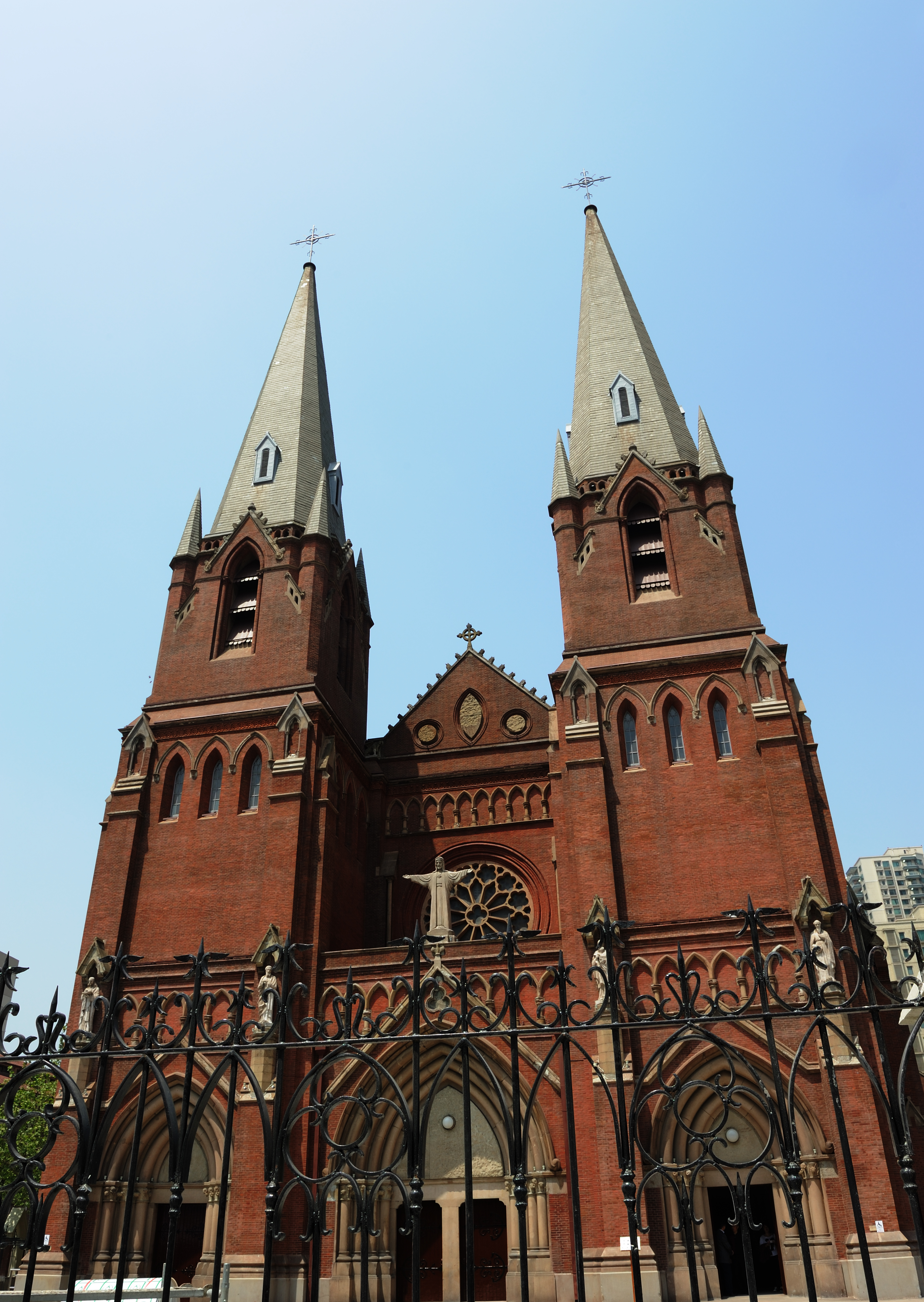
Xujiahui-Kathedrale in Shanghai

Seit 1949, der Gründung der Volksrepublik China durch die Kommunistische Partei Chinas folgend, war der Status der katholischen Kirche als einer Institution der chinesischen Gesellschaft höchst umstritten. Während die römisch-katholische Kirche offiziell verboten ist, verlangt die chinesische Regierung dennoch die Loyalität aller katholischen Christen zum Staat und dass Gottesdienste nur in staatlich zugelassenen Kirchen, die zur Chinesischen Katholisch-Patriotischen Vereinigung (KPV) gehören, stattfinden dürfen.
Dadurch werden die Katholiken genötigt, die Verbundenheit mit dem Heiligen Stuhl zu lösen, da sie den Papst nicht als Kirchenoberhaupt ansehen dürfen. Dem Papst anhängende Katholiken feiern ihre Gottesdienste aus Angst vor Verhaftung im Untergrund.
Obwohl die kommunistische Partei offiziell eine säkulare Organisation ist, behält sie sich das Recht vor, Priester einzusetzen. Sie achtet dadurch darauf, dass die Aktivitäten der chinesischen Bevölkerung nicht durch externe Kräfte beeinflusst werden. Die Regierung unterscheidet dabei nicht zwischen politischer und religiöser Loyalität. Somit kann sie nicht damit umgehen, dass die katholische Kirche einerseits dem Heiligen Stuhl und gleichzeitig dem chinesischen Staat gegenüber loyal sein kann.
Nach einer Untersuchung des chinesischen Katholizismus durch das US-amerikanisch-katholische Magazin Commonweal ist die Chinesische Katholisch-Patriotische Vereinigung eine Organisation zur Beaufsichtigung der chinesischen katholischen Kirche.
Inzwischen sind rund 60 % der Bischöfe der staatlichen Kirche auch vom Vatikan akzeptiert. Im Sommer 2005 einigten sich der Vatikan und Peking darauf, einen unterstützenden Bischof  in Shanghai zu benennen. In der Vergangenheit war eines der größten Probleme in den Beziehungen zwischen dem Vatikan und Peking die Frage gewesen, wer Bischöfe einsetzt.
Als weiteres Zeichen der Wiederannäherung lud Papst Benedikt XVI. im Oktober 2005 vier chinesische Bischöfe (zwei staatlich anerkannte, zwei Untergrundbischöfe, von denen einer kurz zuvor in die anerkannte Kirche übergetreten war) zur Synode zur Frage der Eucharistie ein. China untersagte es den Bischöfen sofort, an der Versammlung teilzunehmen.
2006 schätzte man die Zahl der Katholiken auf 13 Millionen, davon 5 Millionen Anhänger der chinesischen Katholisch-Patriotischen Vereinigung. Unbestätigte Schätzungen gingen von 40 Millionen Katholiken der Rom anhängigen Untergrundkirche und 20 Millionen Katholiken der staatlichen Kirche aus. Im Gegensatz dazu belaufen sich Schätzungen des Holy Spirit Study Centre in Hongkong im Jahr 2017 auf ca. 10 Mio. Katholiken insgesamt, d. h. im offiziellen Teil der Kirche und im Untergrund zusammengenommen.
Am 27. Mai 2007 schrieb Papst Benedikt XVI. einen Brief an die chinesischen Katholiken, der das Datum vom Pfingstsonntag trägt. Zwei Hauptpunkte werden in seinem Brief deutlich: zum einen eine tiefe Zuneigung zur ganzen katholischen Gemeinschaft in China und zum anderen eine begeisterte Treue zu den Werten der katholischen Tradition im Bereich der Ekklesiologie, also eine Leidenschaft für die Liebe und für die Wahrheit. Er erinnerte an diese Grundprinzipien der katholischen Ekklesiologie, damit die Katholiken Probleme besser verstehen konnten, die verschiedenen Fragen und die konkreteren Aspekte des Lebens der katholischen Gemeinschaft betrafen. Im Brief setzte sich Papst Benedikt XVI. mit der Geschichte Chinas und der katholischen Kirche auseinander und setzte damit auch ein Zeichen für die Zukunft der Katholiken in China. Der Papstbrief beginnt mit der Aufforderung eines offenen Dialoges bezüglich der Spannungen zwischen der katholischen Untergrundgemeinde und der offiziellen chinesischen Kirche. Dabei beschrieb der Papst auch einige kritische Situationen, jedoch nicht in zugespitzter Weise, sondern zeigte Verständnis für beide Seiten.
Im Brief gab er „einige Orientierungspunkte in Bezug auf das Leben der Kirche und das Werk der Evangelisierung in China [...].“ In diesem Brief (Abschnitt 9) benennt er Spannungen:

„Wie euch allen bekannt ist, liegt eines der heikelsten Probleme in den Beziehungen des Heiligen Stuhls mit den Autoritäten eures Landes in der Frage der Bischofsernennungen. Einerseits kann man verstehen, daß die Regierungsautoritäten in Anbetracht der gesellschaftlichen Auswirkungen, die dieses Amt – in China wie in der restlichen Welt – auch im zivilen Bereich besitzt, bei der Auswahl derer aufmerken, die die wichtige Rolle der Leiter und Hirten der örtlichen katholischen Gemeinden ausüben werden. Andererseits verfolgt der Heilige Stuhl mit besonderer Sorgfalt die Ernennung der Bischöfe, weil diese das Herz des Lebens der Kirche selbst berührt, da die Ernennung der Bischöfe durch den Papst die Gewährleistung der Einheit der Kirche und der hierarchischen Gemeinschaft ist. Aus diesem Grund legt der Codex des kanonischen Rechtes (vgl. Canon 1382) schwere Strafen fest sowohl für den Bischof, der freiwillig die Bischofsweihe ohne apostolischen Auftrag spendet, als auch für den Empfänger: Eine solche Weihe stellt in der Tat eine schmerzhafte Wunde in der kirchlichen Gemeinschaft dar und ist eine schwere Verletzung der kanonischen Ordnung.“

Kardinal Joseph Zen Ze-kiun, Bischof von Hongkong, sprach am 30. Juni 2007 in seiner öffentlichen Stellungnahme zum Brief an die chinesischen Katholiken von einem Lichtblick, der Hoffnung, die Papst Benedikt XVI. mit diesem Brief der chinesischen Kirche geschenkt hat. Auch Aloysius Jin Luxian, Bischof von Shanghai, bekräftigte mit seinen Aussagen die Freude, die durch diesen Brief in den katholischen Gemeinden ausgelöst wurde. Qin Gang, Sprecher des Außenministeriums der Volksrepublik China, hingegen beteuerte nach Veröffentlichung des Briefs, dass eine diplomatische Beziehung mit dem Vatikan nur aufgenommen werde, sofern der Vatikan die diplomatischen Beziehungen mit Taiwan abbreche.
Untergrundbischof Joseph Wei Jingyi von Qigihar (nordöstliches China) veröffentlichte im Juli 2007 einen zweiseitigen Hirtenbrief, in dem er seine Gemeinde aufforderte, den Brief Benedikts zu lesen und zu befolgen. In diesem Zusammenhang nannte er ihn einen „neuen Meilenstein in der Entwicklung der Chinesischen Kirche.“ Im September 2007 wurde ein Koadjutor für die Guiyang Diözese gemeinsam vom Vatikan und der staatlichen Kirche ernannt.
Am 1. Mai 2014 wurde erstmals seit 1949 wieder ein Kloster einer kontemplativen Ordensgemeinschaft gegründet, nämlich das der Augustinerinnen in Lintou in der Provinz Shanxi.
Jedes Jahr ruft die katholische Kirche am 24. Mai zum Weltgebetstag für China auf. Diesen Gebetstag hat Papst Benedikt XVI. bewusst auf den Tag der traditionellen Wallfahrt zur Sheshan-Basilika, zum größten Marienheiligtum Chinas nahe Shanghai, gelegt.
Am 28. Januar 2016 gab Papst Franziskus dem Kolumnisten der Asia Times und Senior Researcher an der Renmin University of China Francesco Sisci ein Interview über China und das chinesische Volk. Es ging vor allem um den Dialog der westlichen Welt mit China. Er soll nicht von Angst geleitet sein vor Chinas Aufstieg, sondern vielmehr auf einer Wellenlänge mit China stattfinden. Papst Franziskus sagte, ein Dialog heiße auch nicht zu kapitulieren, sondern um des Friedens willen eine Herausforderung anzunehmen. Der Papst machte in diesem Interview deutlich, er erkenne die Größe Chinas an und bewundere den Reichtum an Kulturen. Er sandte auch Grüße zu Chinesisch Neujahr an das chinesische Volk und an den Präsidenten Xi Jinping. Das waren die ersten Grüße, die seit 2.000 Jahren je von einem Papst an einen chinesischen Machthaber zum Beginn des neuen Mondjahres gesandt wurden. Dieses Interview war ein Schritt in Richtung eines Dialoges der Volksrepublik mit dem Heiligen Stuhl.
Vom 22. bis zum 23. April 2016 fand in Peking die Nationale Konferenz zur Religionsarbeit statt. Xi Jinpings Rede verdeutlichte die Sicht der chinesischen Regierung auf Religionen. Katholizismus sowie die anderen staatlich anerkannten Religionen dienten dem Zweck der Zusammenführung des Volkes, um die beiden Jahrhundertziele zu erreichen, gemeint ist das Erreichen einer Gesellschaft bescheidenen Wohlstands innerhalb von einhundert Jahren nach Gründung der Kommunistischen Partei Chinas sowie die vollständige Transformation Chinas in einen sozialistischen modernisierten Staat innerhalb von einhundert Jahren nach Gründung der Volksrepublik China. Außerdem sprach Xi von einer nötigen Erhöhung des „Ausmaß der Verrechtlichung in der Religionsarbeit“, um auch mehr Kontrolle ausüben zu können.
Das am 1. Februar 2017 in Kraft getretene Gesetz, das die „Vorschriften für religiöse Angelegenheiten“ (chinesisch: 宗教事物条例; Pinyin: Zōngjiào shìwù tiáolì), die am 30. November 2004 vom Staatsrat erlassen wurde und am 1. März 2005 in Kraft traten, ablöste, verhärtete die Fronten zwischen dem Vatikan und der chinesischen Regierung wieder. In 77 Paragraphen in neun Kapiteln wurden sehr ausführlich unter anderem Themen wie religiöse Organisationen, religiöse Ausbildungsstätten und religiösen Aktivitäten behandelt. Der Spielraum für religiöses Leben wurde damit noch stärker eingeschränkt.
In der Bischofskonferenz müsse sich der Katholizismus der sozialistischen Gesellschaft anpassen, um sich in China entwickeln zu können, sagte Guo Jincai, dessen Ernennung zum Bischof Papst Benedikt 2010 als „ernsten Verstoß gegen Kirchenrecht“ betitelt hatte, in einem Interview mit der Global Times. Guo ist auch Delegierter des chinesischen Scheinparlaments. Diese Rolle, sagte er, helfe ihm, Gläubige darin anzuleiten, der politischen Stabilität des Landes zu dienen.
Seit Anfang 2010 gibt es wieder mehr und mehr Repressionen gegen Christen in der Volksrepublik. In der Provinz Henan und in anderen Provinzen wurden Kreuze von Kirchendächern abmontiert. Minderjährigen ist der Zutritt zu Gotteshäusern verboten, katholische Kindergärten sollen geschlossen und das Grab eines Untergrundbischofs verwüstet worden sein. Ein romtreuer Bischof wurde entführt. Sicherheitskräfte stürmten Messen, um Kinder aus dem Gottesdienst zu zerren. Die Behörden verboten den Online-Verkauf von Bibeln und wollen nun Übersetzungen „gemäß der chinesischen Tradition“ auf den Markt bringen. Die Unterdrückung des christlichen Glaubens, aber auch die Angst des Regimes vor der subversiven Kraft der Religionen sind grenzenlos. Die Zwangsmaßnahmen haben die Verhandlungen gebremst.
Zu Beginn der Karwoche 2018 nahmen chinesische Behörden zeitweise den Untergrundbischof Vincent Guo Xijin in Gewahrsam. Guo ist einer der beiden Bischöfe, die der Vatikan aufgefordert hatte, als vom Vatikan ernannte Bischöfe ihr Amt zugunsten eines von der chinesischen Regierung ernannten Bischofs freizugeben. Laut Asia News steht die Festnahme im Zusammenhang mit Guos Weigerung, die Ostermesse gemeinsam mit einem Peking-treuen Bischof zu feiern. Guo wurde nach den Osterfeierlichkeiten wieder freigelassen.

### Hongkong und Macau
Die Katholische Kirche darf in Macau und Hongkong frei agieren. So ist Carrie Lam, die ehemalige Regierungschefin der chinesischen Sonderverwaltungszone Hongkong, eine Katholikin. Trotzdem wurde Papst Johannes Paul II. 1999 der Besuch in Hongkong versagt, eine Entscheidung, die wahrscheinlich auf Druck der Volksrepublik China erfolgte. Beide Territorien sind eigene Diözesen, die Diözese von Hongkong und die Diözese von Macau.

### Diplomatische Beziehungen mit dem Vatikan

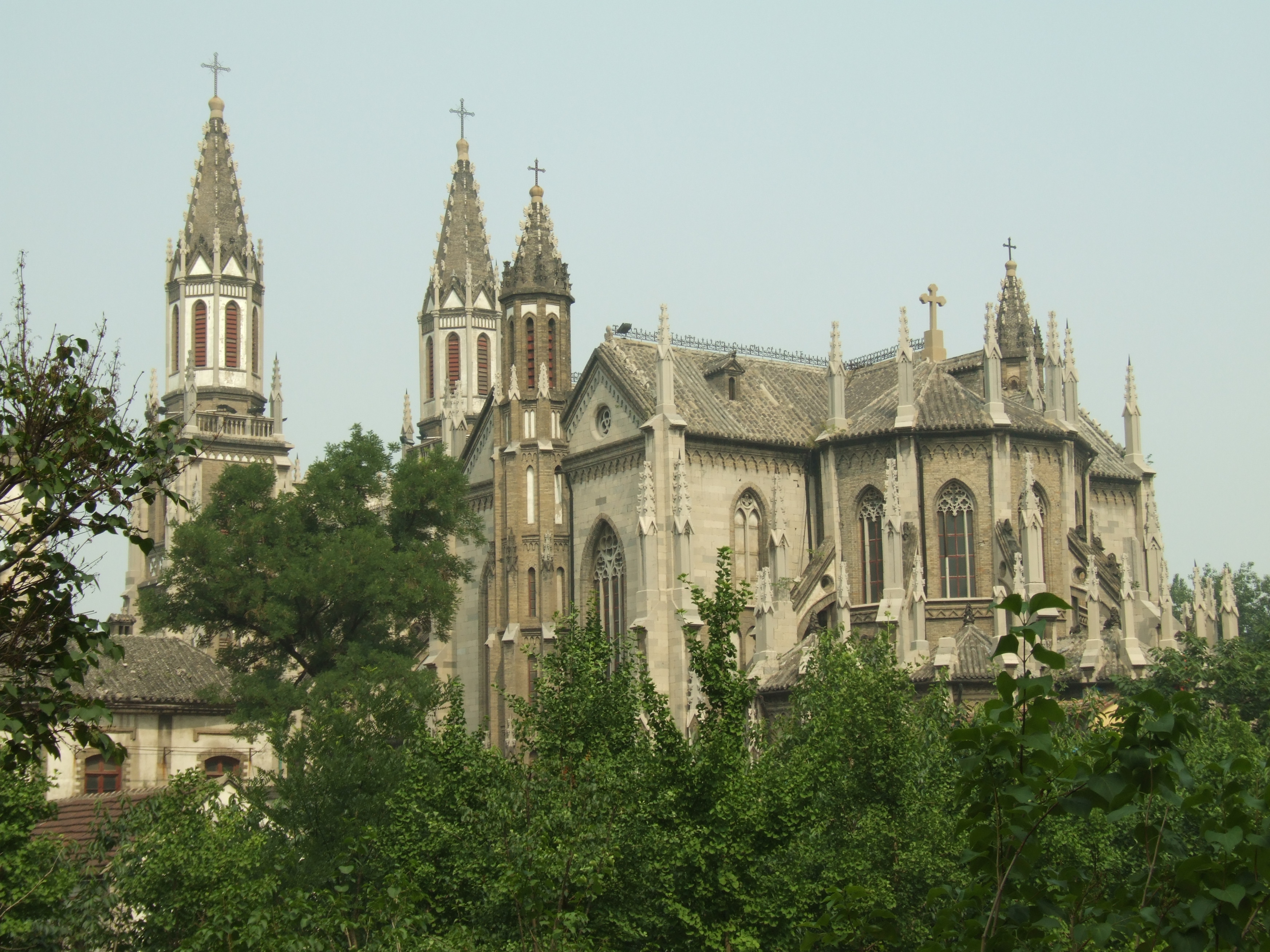
Die Kathedrale von Tsinan

Der Vatikan ist das einzige europäische Land, das keine diplomatischen Beziehungen zur Volksrepublik China unterhält. Die diplomatischen Beziehungen waren von Peking im Jahr 1951 abgebrochen worden. Dass der Vatikan umgekehrt als einziges europäische Land diplomatische Verbindungen zu Taiwan aufrechterhält, belastet das Verhältnis zu China merklich.
Die Beziehungen zwischen dem Vatikan und der Volksrepublik China waren in der Vergangenheit sehr spannungsreich und häufig für beide Seiten schwierig. Die Chinesische Katholisch-Patriotische Vereinigung (KPV) ist eine Abteilung der chinesischen Behörde für religiöse Angelegenheiten und überwacht die Katholiken in China.
Im Jahr 2007 hatte der Vatikan zu verschiedenen Anlässen immer wieder angedeutet, dass er vollständige diplomatische Beziehungen mit der Volksrepublik China aufnehmen wolle, und dafür sogar seine Botschaft von Taiwan nach China verlegen würde.
Trotzdem blieb als Hinderungsgrund, dass nur der Papst allein das Recht hat, Bischöfe zu ernennen. Die derzeitigen Bischöfe der KPV sind jedoch durch die Regierung berufen.
In den vergangenen Jahren hat dies zu einer weiteren Anspannung der sino-vatikanischen Beziehungen geführt.
Einige, darunter auch der Kardinal von Hongkong Joseph Zen Ze-kiun, sehen den Prozess zwischen Vietnam und dem Vatikan hinsichtlich der Wiederaufnahme diplomatischer Beziehungen als ein Modell für die Normalisierung der sino-vatikanischen Beziehungen.
Ende 2004, vor dem Tod Johannes Pauls II., führten vatikanische und chinesische Diplomaten Gespräche mit dem Ziel, die Beziehungen wieder zu normalisieren. Zu dieser Zeit sandte China eine quasi offizielle Delegation in den Vatikan. Solche Vorstöße wurden unter Benedikt XVI. fortgesetzt.
Die China-Kommission der römischen Kurie, der Kurienkardinäle, Ordensleute und Vertreter des chinesischen Episkopats angehören, hat am 13. April 2011 ihre Besorgnis über das „allgemeine Klima der Orientierungslosigkeit und der Sorge um die Zukunft der Kirche in China“ zum Ausdruck gebracht.
Die Bestimmungen der Chinesischen katholischen Bischofskonferenz für die Wahl und Weihe von Bischöfen (chinesisch: 中国天主教主教团关于选圣主教的规定; Pinyin: Zhōngguó tiānzhǔjiào zhǔjiào tuán guānyú xuǎn shèng zhǔjiào de guīdìng) wurden am 24. April 2013 auf der Website der Chinesischen katholischen patriotischen Vereinigung und der Chinesischen katholischen Bischofskonferenz veröffentlicht. Dabei handelte es sich um eine stark erweiterte Neufassung der „Bestimmungen der Chinesischen katholischen Bischofskonferenz für die Wahl und Weihe von Bischöfen“ aus dem Jahr 1993. Diese Bestimmungen stärkten die Stellung der Bischofskonferenz und damit auch der nationalen Patriotischen Vereinigung durch die Beteiligung an allen wichtigen Schritten des Wahl- und Weiheprozesses, angefangen von der Genehmigung für die Einleitung des Wahlprozesses bis hin zur Bestimmung der konsekrierenden Bischöfe, was den Handlungsspielraum der Diözesen weiter einschränkte.
Eine Einigung bezüglich der Bischofsweihen und der Spaltung der Kirche ist aus vatikanischer Sicht dringend notwendig. In etwa 20 Diözesen ist der Bischofssitz vakant oder die Amtsinhaber haben das Rücktrittsalter von 75 Jahren längst überschritten. Rom fürchtet, dass die Staatskirche diese Stellen demnächst mit Männern aus den eigenen Reihen besetzen könnte. Vor allem aber passt die Chinapolitik des Vatikans zur pastoralen Linie des Papstes, dessen enigmatisches Mantra lautet: „Die Zeit ist wichtiger als der Raum.“ Dieser Satz aus Papst Franziskus’ Programmschrift Evangelii gaudium von 2013 ist die Grundlage zum Vorantreiben eines Abkommens, das zunächst immer wieder gescheitert war.
Im Januar 2018 gab es Informationen zu einem Abkommen zwischen dem Heiligen Stuhl und der Volksrepublik China, die jedoch nicht offiziell bestätigt wurden. Nach den Worten von Kardinalstaatssekretär Pietro Parolin, dem Verhandlungsführer auf kirchlicher Seite, geht es dem Heiligen Stuhl vor allem um die Wahrung der kirchlichen Einheit und darum, „realistische pastorale Lösungen“ für den Konflikt zu finden. Zusätzlich zu einem Kompromissverfahren für die Bischofsernennungen muss auch eine Lösung für die jeweils nur von einer Seite anerkannten unter den bereits geweihten Bischöfen gefunden werden. Von den derzeit 101 chinesischen Bischöfen sind sieben auf Betreiben der chinesischen Behörden ohne Zustimmung des Papstes geweiht und deshalb aus kirchlicher Sicht illegitim, drei von ihnen sind exkommuniziert. 30 bis 40 Bischöfe wiederum gehören dem „Untergrund“ an, sind also im Geheimen mit päpstlicher Zustimmung geweiht und gelten deshalb aus Regierungssicht als illegal.
Ebenso verbreitete sich die Nachricht, dass die papsttreuen Bischöfe der Untergrundkirchen von Shantou und Mindong von Gesandten des Vatikans zum Rücktritt aufgefordert worden wären. Sie sollten Platz machen für die lokalen Führer der offiziellen Kirche, was ein großes Zugeständnis an Peking wäre. Der emeritierte Bischof von Hongkong, Joseph Zen, machte dem Vatikan in einem offenen Brief deutlich, dass er dies für den falschen Weg hält mit dem Problem der Bischofsweihen umzugehen. Auch soll Papst Franziskus vorhaben, die Exkommunizierung der sieben Bischöfe zurücknehmen, die mit Exkommunizierung bestraft worden waren, weil sie gegen den Willen des Papstes ihre Ernennungen durch die Staatskirche angenommen hatten.
Am 22. September 2018 unterzeichneten der stellvertretende Außenminister des Kirchenstaats Antoine Camilleri und Chinas Vizeaußenminister Wang Chao eine vorläufige Vereinbarung, welche Peking bei der Ernennung von Würdenträgern ein Mitspracherecht einräumt. Wie die Süddeutsche Zeitung berichtete, erkennt Peking den Papst als oberste Autorität der katholischen Kirche in China an, der Vatikan wiederum gesteht der kommunistischen Partei ein Mitspracherecht bei der Ernennung der Bischöfe im Land ein, was jedoch normalerweise ein exklusives Recht des Papstes ist. Sandro Magister, der Vatikanexperte des italienischen Nachrichtenmagazins L’Espresso, bezeichnet die Vereinbarung als Kniefall vor dem autoritären Staat: „Wir wohnen einem spektakulären Rückschritt der Kirche bei, sie opfert die Früchte einer jahrhundertelangen Schlacht gegen politische Mächte und für eine autonome Selbstregierung. [...] Nun soll also in China die politische Obrigkeit die Bischöfe auswählen können, und der Kirche bliebe nur ein schwaches Veto zu den vorgeschlagenen Namen.“ Der emeritierte Kardinal Joseph Zen Ze-kiun sieht den Deal als Teufelswerk und Ausverkauf aus reiner Unkenntnis heraus. Der in Shanghai geborene Zen war von 2002 bis 2009 Bischof von Hongkong. Zen äußerte sein Unverständnis darüber, dass China und der Vatikan keine Details über das Abkommen veröffentlichen. Die Hoffnung des Vatikans auf Fortschritte bei der Ernennung von Bischöfen wurden enttäuscht. Bis zum Mai 2022 konnten nur sechs Bischöfe gemäß dem im Vertrag vereinbarten Verfahren ernannt werden, obwohl 69 Bischofssitze vakant sind (Stand: 18. Mai 2022).

## Literatur

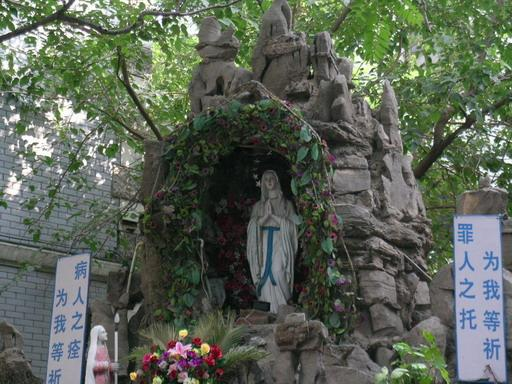
Die Unbefleckte Empfängnis von Tientsin